# Джон К'ю (фільм)
«Джон К'ю» (англ. John Q) — американський драматичний трилер режисера Ніка Кассаветіса, що вийшов 2002 року. У головних ролях Дензел Вашингтон, Роберт Дюваль, Джеймс Вудс.
Сценаристом стрічки був Джеймс Кірнс, продюсерами — Марк Берґ і Орен Коулес. Вперше фільм продемонстрували 15 лютого 2002 року у США.
В Україні у кінопрокаті фільм не демонструвався.

## Синопсис
Майк Арчібальд знепритомнів під час бейсбольного матчу. Його батьки Джон і Деніс вирушають разом з ним у лікарню, де після обстеження з'ясовується, що Майку потрібна пересадка серця. Проте медичне страхування Джона не покриває витрат і адміністрація лікарні вирішує виписати хлопця. Впавши у відчай, батько Майка захоплює лікарню.

## У ролях
| Актор            | Персонаж                                                | Роль                                                         |
| ---------------- | ------------------------------------------------------- | ------------------------------------------------------------ |
| Дензел Вашингтон | Джон Квінсі Арчібальд (англ. John Quincy Archibald)     | батько Майкла і чоловік Деніс                                |
| Кімберлі Еліз    | Деніс Арчібальд (англ. Denise Archibald)                | мати Майкла і дружина Джона                                  |
| Даніель Сміт     | Майкл «Майк» Арчібальд (англ. Michael 'Mike' Archibald) | син Джона і Деніс, що потребує пересадки серця               |
| Джеймс Вудс      | Реймонд Тернер (англ. Raymond Turner)                   | лікар, що обстежував Майка                                   |
| Енн Гейч         | Ребекка Пейн (англ. Rebecca Payne)                      | лікарка, що обстежував Майка                                 |
| Роберт Дюваль    | Френк Ґраймс (англ. Frank Grimes)                       | лейтенант поліції, вів перемовини щодо визволення заручників |
| Рей Ліотта       | Ґас Монро (англ. Gus Monroe)                            | шеф поліції Чикаго                                           |
| Лора Геррінґ     | Джина Паламбо (англ. Gina Palumbo)                      |                                                              |
| Ітан Саплі       | Макс Конлін (англ. Max Conlin)                          | охоронець                                                    |

## Сприйняття

### Критика
Фільм отримав загалом змішані відгуки: Rotten Tomatoes дав оцінку 23% на основі 130 відгуків від критиків (середня оцінка 4,4/10) і 79% від глядачів із середньою оцінкою 3,6/5 (167,945 голосів). Загалом на сайті фільми має змішаний рейтинг, фільму зарахований «гнилий помідор» від кінокритиків, проте «попкорн» від глядачів, Internet Movie Database — 6,8/10 (70 556 голосів), Metacritic — 30/100 (33 відгуки критиків) і 7,4/10 від глядачів (89 голосів). Загалом на цьому ресурсі від критиків фільм отримав змішані відгуки, а від глядачів — позитивні.

### Касові збори
Під час показу у США, що розпочався 15 лютого 2002 року, фільм показали у 2,466 кінотеатрах і він зібрав $20,275,194, що на той час дозволило йому зайняти 1 місце серед усіх прем'єр. Показ фільму протривав 73 дні і завершився 26 квітня 2002 року, за цей час фільм зібрав у прокаті у США $71,026,631, а у решті світу $31,200,000, тобто загалом $102,226,631 при бюджеті $36 млн.

### Нагороди і номінації[9]
| Рік  | Нагорода                      | Категорія                                             | Номінант         | Результат |
| ---- | ----------------------------- | ----------------------------------------------------- | ---------------- | --------- |
| 2002 | BET Awards                    | Найкращий актор                                       | Дензел Вашингтон | Номінація |
| 2002 | BMI Film & TV Awards          | Музична нагорода                                      | Аарон Зіґман     | Перемога  |
| 2003 | Black Reel Awards             | Найкращий актор                                       | Дензел Вашингтон | Номінація |
| 2003 | Black Reel Awards             | Найкраща актриса                                      | Кімберлі Еліз    | Номінація |
| 2003 | Image Awards                  | Видатна акторська гра у художньому фільмі             | Дензел Вашингтон | Перемога  |
| 2003 | Image Awards                  | Видатний художній фільм                               | стрічка          | Номінація |
| 2003 | Image Awards                  | Видатна гра актриси другого плану у художньому фільмі | Кімберлі Еліз    | Номінація |
| 2003 | Political Film Society Awards | Демократія                                            | стрічка          | Номінація |
| 2003 | Political Film Society Awards | Оприлюднення                                          | стрічка          | Номінація |
| 2003 | Political Film Society Awards | Права людини                                          | стрічка          | Номінація |